# 조안 스펙터
조안 레비 스펙터(Joan Levy Specter, 1934년 3월 5일 ~ 2024년 6월 29일)는 미국의 정치인이다. 배우자는 알렌 스펙터는 미국 연방상원의원이었다.

## 학력
- 서던 코네티컷 주립대학
- 드렉셀 대학교

## 경력
- 1980.01 ~ 1996.01 필라델피아 광역선거구 시의원

## 역대 선거 결과
| 선거명      | 직책명                         | 대수 | 정당   | 득표율 | 득표수    | 결과 | 당락                   |
| ----------- | ------------------------------ | ---- | ------ | ------ | --------- | ---- | ---------------------- |
| 1979년 선거 | 시의원 (필라델피아 광역선거구) | -대  | 공화당 | %      | 표        | 위   | 필라델피아 시의원 당선 |
| 1991년 선거 | 시의원 (필라델피아 광역선거구) | -대  | 공화당 | %      | 표        | 위   | 필라델피아 시의원 당선 |
| 1991년 선거 | 시의원 (필라델피아 광역선거구) | -대  | 공화당 | %      | 표        | 위   | 필라델피아 시의원 당선 |
| 1991년 선거 | 시의원 (필라델피아 광역선거구) | -대  | 공화당 | 9.27%  | 158,778표 | 7위  | 필라델피아 시의원 당선 |
| 1995년 선거 | 시의원 (필라델피아 광역선거구) | -대  | 공화당 | 6.83%  | 88,586표  | 8위  | 낙선                   |